# Cafés Baqué
Cafés Baqué é uma equipe de ciclismo espanhola de categoria UCI Continental. Foi criada em 2013.

## Principais resultados
2003
1º da 3ª etapa da Volta à Catalunha, Aitor Kintana
2004
1º da 4ª etapa da Vuelta Ciclista a la Comunidad Valenciana, Jorge Garcia Marín
1º da 17ª etapa da Volta à Espanha, Félix Rafael Cardenas